# Wenyingia
Wenyingia är ett släkte av svampar. Wenyingia ingår i familjen Pyronemataceae, ordningen skålsvampar, klassen Pezizomycetes, divisionen sporsäcksvampar och riket svampar.